# Росс, Кэти
Кэти Росс (англ. Cathy Ross; род. 19 ноября 1967, Нью-Уэстминстер, Британская Колумбия) — канадская футболистка, защитник.
Участница второго чемпионата мира среди женщин в Швеции в составе национальной сборной.

## Карьера

### Карьера в сборной
В 1986 году дебютировала в официальных матчах в составе женской национальной сборной Канады по футболу. В 1995 году она была членом команды, представлявшей страну на втором чемпионате мира среди женщин, однако, сборной так и не удалось дойти до призового места.
Всего в составе национальной команды приняла участие в 34 матчах, отметившись тремя забитыми мячами.

### Дальнейшая жизнь
В 2021 году Росс была включена в Зал славы канадского футбола. 